# Korfbal 1997-1998
Korfbalseizoen 1997-1998 is een korfbalseizoen van het KNKV.

## Veldcompetitie KNKV
In seizoen 1997-1998 was de hoogste Nederlandse veldkorfbalcompetitie in de KNKV de Hoofdklasse; 2 poules met elk 8 teams. Het kampioenschap is voor de winnaar van de kampioenswedstrijd, waarin de kampioen van de Hoofdklasse A tegen de kampioen van de Hoofdklasse B speelt.
 Hoofdklasse A
| pos | club                | gs | w  | g | v  | pnt | dv  | dt  | dt  |
| --- | ------------------- | -- | -- | - | -- | --- | --- | --- | --- |
| 1.  | Die Haghe           | 14 | 12 | 1 | 1  | 25  | 258 | 186 | +72 |
| 2.  | Groen Geel          | 14 | 9  | 1 | 4  | 19  | 254 | 230 | +24 |
| 3.  | Oost-Arnhem/Olympia | 14 | 8  | 2 | 4  | 18  | 260 | 227 | +33 |
| 4.  | DOS'46              | 14 | 6  | 3 | 5  | 15  | 292 | 254 | +38 |
| 5.  | HKV/Ons Eibernest   | 14 | 6  | 1 | 7  | 13  | 227 | 238 | -11 |
| 6.  | AKC/Emilux*         | 15 | 6  | 0 | 9  | 12  | 250 | 287 | -37 |
| 7.  | DKOD*               | 15 | 4  | 2 | 9  | 10  | 252 | 282 | -30 |
| 8.  | DVO                 | 14 | 1  | 0 | 13 | 2   | 193 | 283 | -90 |

- = na de reguliere competitie hadden zowel AKC als DKOD 10 punten. Om te bepalen welke ploeg 7e zou worden en dus zou degraderen moest er een beslissingswedstrijd worden gespeeld. Deze werd gewonnen door AKC

Hoofdklasse B
| pos | club          | gs | w  | g | v  | pnt | dv  | dt  | dt  |
| --- | ------------- | -- | -- | - | -- | --- | --- | --- | --- |
| 1.  | Nic./VCD      | 14 | 13 | 0 | 1  | 26  | 281 | 187 | +94 |
| 2.  | PKC           | 14 | 11 | 0 | 3  | 22  | 242 | 208 | +32 |
| 3.  | Deetos/Phobos | 14 | 10 | 0 | 4  | 20  | 260 | 213 | +47 |
| 4.  | AKC Blauw-Wit | 14 | 7  | 2 | 5  | 16  | 253 | 228 | +25 |
| 5.  | KVS           | 14 | 5  | 2 | 7  | 12  | 222 | 231 | -9  |
| 6.  | ROHDA*        | 15 | 5  | 0 | 10 | 10  | 213 | 231 | -18 |
| 7.  | Fortuna*      | 15 | 4  | 0 | 11 | 8   | 194 | 232 | -38 |
| 8.  | SCO           | 14 | 0  | 0 | 14 | 0   | 159 | 167 | -8  |

- = na de reguliere competitie hadden zowel ROHDA als Fortuna 8 punten. Om te bepalen welke ploeg 7e zou worden en dus zou degraderen moest er een beslissingswedstrijd worden gespeeld. Deze werd gewonnen door ROHDA

| Hoofdklasse Finale |           |    |
|                    |           |    |
| A1                 | Die Haghe | 15 |
| B1                 | Nic./VCD  | 19 |

| Veldkampioen van Nederland 1998 |
| ------------------------------- |
| Nic./VCD                        |

## Zaalcompetitie KNKV
In seizoen 1997-1998 was de hoogste Nederlandse zaalkorfbalcompetitie in de KNKV de Hoofdklasse; 2 poules met elk 8 teams. Het kampioenschap is voor de winnaar van de kampioenswedstrijd, waarin de kampioen van de Hoofdklasse A tegen de kampioen van de Hoofdklasse B speelt.

 Hoofdklasse A
| pos | club              | gs | w  | g | v  | pnt | dv  | dt  | dt   |
| --- | ----------------- | -- | -- | - | -- | --- | --- | --- | ---- |
| 1.  | PKC               | 14 | 12 | 1 | 1  | 25  | 313 | 235 | +78  |
| 2.  | DOS'46            | 14 | 11 | 1 | 2  | 23  | 299 | 279 | +20  |
| 3.  | AKC Blauw-Wit     | 14 | 7  | 1 | 6  | 15  | 310 | 299 | +11  |
| 4.  | HKV/Ons Eibernest | 14 | 6  | 2 | 6  | 14  | 240 | 228 | +12  |
| 5.  | Nic./VCD          | 14 | 6  | 1 | 7  | 13  | 275 | 266 | +9   |
| 6.  | Groen Geel        | 14 | 5  | 0 | 9  | 10  | 292 | 300 | -8   |
| 7.  | Dalto             | 14 | 4  | 1 | 9  | 9   | 280 | 283 | -3   |
| 8.  | SCO               | 14 | 1  | 1 | 12 | 3   | 216 | 335 | -119 |

Hoofdklasse B
| pos | club                | gs | w  | g | v  | pnt | dv  | dt  | dt  |
| --- | ------------------- | -- | -- | - | -- | --- | --- | --- | --- |
| 1.  | Die Haghe           | 14 | 12 | 1 | 2  | 25  | 316 | 232 | +84 |
| 2.  | Deetos/Phobos       | 14 | 10 | 0 | 4  | 20  | 313 | 275 | +38 |
| 3.  | Oost-Arnhem/Olympia | 14 | 9  | 1 | 4  | 19  | 314 | 275 | +39 |
| 4.  | AKC/Emilux          | 14 | 6  | 2 | 6  | 14  | 281 | 303 | -22 |
| 5.  | DKOD                | 14 | 6  | 0 | 8  | 12  | 263 | 282 | -19 |
| 6.  | Oranje Wit          | 14 | 5  | 1 | 8  | 11  | 254 | 275 | -21 |
| 7.  | Drachten            | 14 | 3  | 2 | 9  | 8   | 239 | 281 | -42 |
| 8.  | LDODK               | 14 | 1  | 1 | 12 | 3   | 238 | 295 | -57 |

### Topscoorders van de zaalcompetitie
| Naam        | Club       | Goals |
| ----------- | ---------- | ----- |
| Hugo Binken | AKC/Emilux | 93    |
| Ineke Bron  | Drachten   | 57    |

| Hoofdklasse Finale |           |    |
|                    |           |    |
| A1                 | PKC       | 19 |
| B1                 | Die Haghe | 13 |

| Zaalkampioen van Nederland 1998 |
| ------------------------------- |
| PKC                             |

## Prijzen
| Award                        | Winnaar           | Club                |
| ---------------------------- | ----------------- | ------------------- |
| Beste Speler                 | Tim Abbenhuis     | KV Die Haghe        |
| Beste Speelster              | Mandy Loorij      | KV Die Haghe        |
| Coach van het Jaar           | Freek Keizer      | KV Die Haghe        |
| Beste Debutant van het Jaar  | Erik van Brenk    | Oost-Arnhem/Olympia |
| Beste Debutante van het Jaar | Jolanda Wildschut | KV Die Haghe        |